# بخش شفیلد (شهرستان اشتابولا، اوهایو)
بخش شفیلد (به انگلیسی: Sheffield Township) یک منطقهٔ مسکونی در ایالات متحده آمریکا است که در شهرستان آشتابولا، اوهایو واقع شده‌است.
 بخش شفیلد ۶۰٫۲ کیلومتر مربع مساحت و ۱٬۶۳۹ نفر جمعیت دارد و ۲۶۱ متر بالاتر از سطح دریا واقع شده‌است.